# Buurtweg

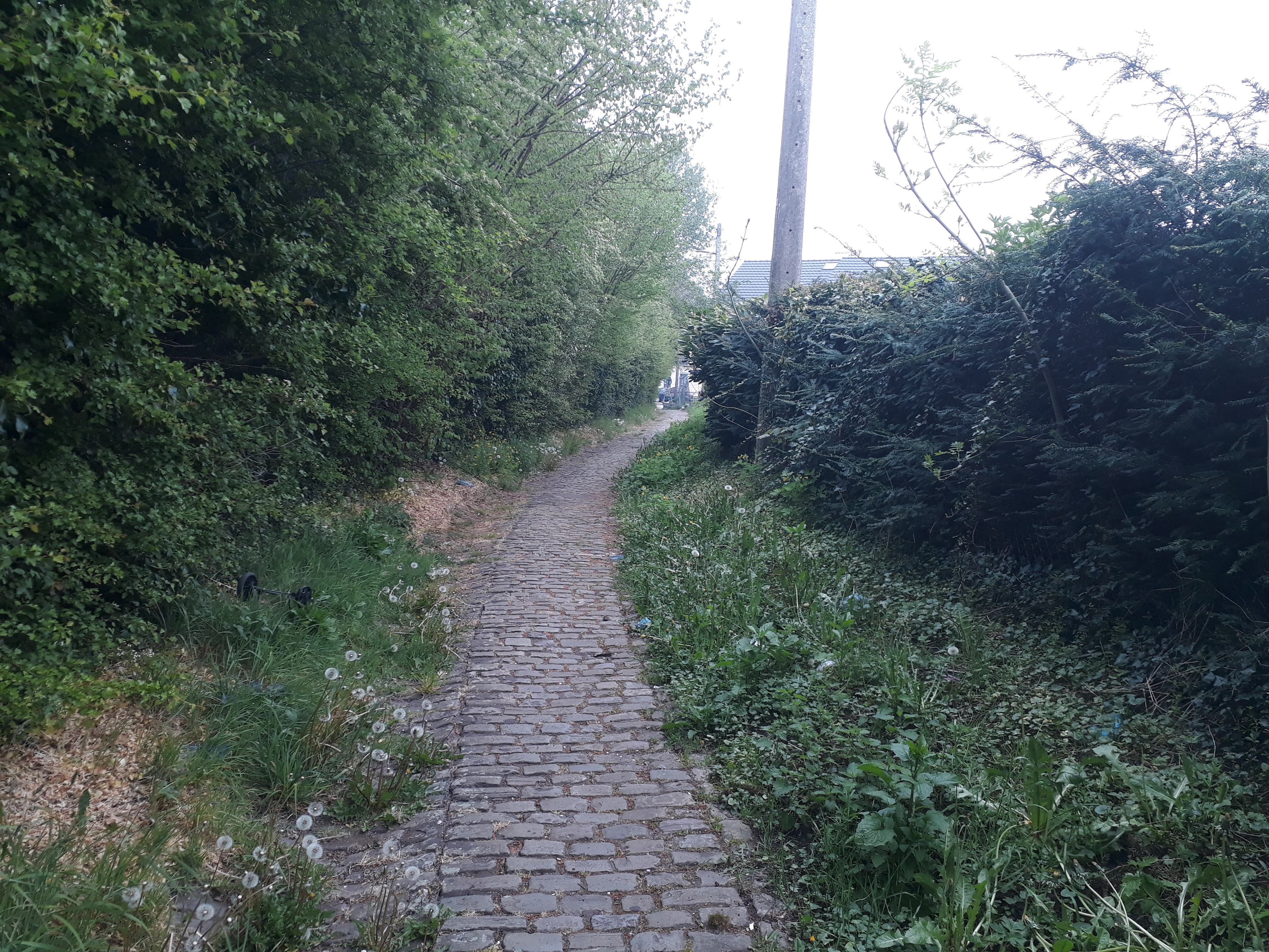
Buurtweg nummer 26 in Vottem bij Luik.

Het statuut buurtweg valt te beschouwen als een (Belgische) administratieve rangschikking van een openbare weg, zodat de regels uit de wet op de buurtwegen en de provinciale reglementen op de buurtwegen erop van toepassing zijn. Dit statuut werd ingevoerd door de Wet op de Buurtwegen van 10 april 1841.
Een 'buurtweg’ kan niet zomaar geassimileerd worden met het begrip ‘trage weg’. Veel buurtwegen zijn in de afgelopen decennia verbreed, rechtgetrokken en omgevormd tot straten en verbindingswegen. Niet alle buurtwegen zijn dus ‘traag’ en niet alle ‘trage wegen’ zijn ‘buurtwegen’.
In Wallonië is het statuut van 'buurtweg' opgeheven en vervangen door een administratief statuut 'gemeenteweg'.
In Vlaanderen is het statuut van buurtwegen opgeheven door het decreet houdende de gemeentewegen van 3 mei 2019. Alle openbare wegen die beheerd worden door de gemeente worden onder één administratief statuut ('gemeenteweg')  gebracht. De atlassen der buurtwegen blijven bestaan, de detailplannen van deze atlassen blijven gelden als rooilijnplan. Deze regeling ging in op 1 september 2019.

## Definitie
De wet geeft geen definitie van het begrip buurtweg. Deze omschrijving werd niet in de wet opgenomen, op basis van het argument dat eenieder weet wat een buurtweg is. Uiteindelijk gebeurde de vaststelling van de buurtwegen volledig door de gemeenten en provincie.

## Cartografisch overzicht

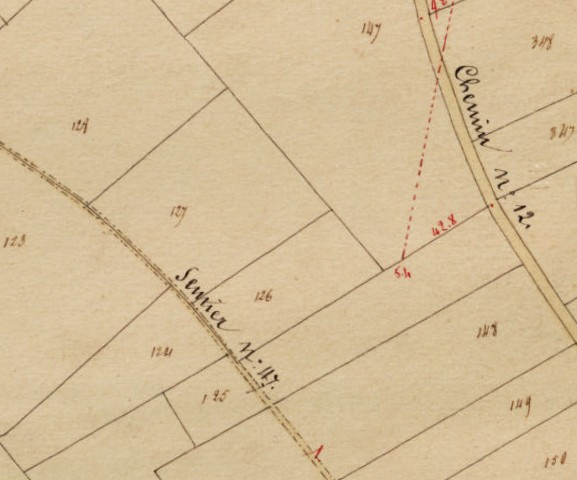
Fragment uit de detailplannen van de Atlas der Buurtwegen.

Artikel 1 van de Buurtwegenwet legde aan de gemeenten waar geen plannen van de buurtwegen bestonden, de verplichting op om binnen de twee jaar dergelijke plannen op te stellen. Op die plaatsen waar er reeds plannen bestonden, moesten deze enkel aan de vereisten van de nieuwe wet worden aangepast. Uiteindelijk werden overal nieuwe plannen opgesteld omdat de oude plannen bijzonder gebrekkig bleken Deze plannen staan bekend onder de noemer “atlas der buurtwegen”.
De wegen opgenomen in de plannen, opgemaakt tijdens de periode 1843-45, maken aldus deel uit van de buurtwegen. Maar ook de wegen die sedert 1845 werden erkend of aangelegd behoren tot het buurtwegennet. De sedert 1845 gerangschikte en erkende buurtwegen worden in de regel niet aangeduid op de oorspronkelijke leggers, maar op afzonderlijke plannen.
De atlassen der buurtwegen en de afzonderlijke plandocumenten die erbij aansluiten, worden op elk gemeentehuis bewaard, voor het eigen grondgebied. Een duplicaat van de atlas bevindt zich op de griffie van het provinciebestuur, voor het hele grondgebied van de provincie. Bij afwijkingen tussen het op de griffie van de provincie bewaarde plan en het op de gemeente bewaarde plan, primeert dit laatste.
Op dit ogenblik beschikken alle Vlaamse provincies over een gedigitaliseerde versie van de atlas der buurtwegen, die op het internet via geoloketten worden ontsloten. Zo worden niet alleen de fysieke, papieren leggers ontzien en beschermd vanwege hun historische en erfgoedkundige waarden, maar ook het gebruik van de informatie uit de atlassen gestimuleerd. Door ook de wijzigingsdocumenten aan te geven en andere mogelijke plannen (ruilverkavelingen, …) te vermelden, wordt de geboden informatie accurater.

## Eigendom
Buurtwegen zijn openbare wegen in administratiefrechtelijke zin van het woord, ook al behoort hun bedding aan een privé-eigenaar toe. In de Buurtwegenwet wordt geen onderscheid gemaakt tussen wegen met een particuliere of met een openbare bedding: ze onderwerpt beide wegen aan een identiek regime. In elk geval houdt een buurtweg waarvan de bedding niet in eigendom is van de gemeente het zakenrechtelijk statuut van het bestaan van een publiekrechtelijke erfdienstbaarheid van doorgang in. Overigens kan een weg dit statuut ook hebben zonder dat deze een buurtweg is. In dat geval spreken we van publiekrechtelijke erfdienstbaarheden van doorgang in de strikte zin van het woord.
Men gaat er vaak van uit dat de chemins (vermeld op de plannen, vertaald als ‘buurtwegen’) in eigendom zijn van de overheid en de sentiers (vertaald als ‘voetwegen’) in eigendom zijn van de aangelanden. In de atlassen der buurtwegen worden de begrippen “chemin” en “sentier” door elkaar gebruikt. Het onderscheid moet gemaakt worden op basis van een feitelijke toestand in 1843-45: de breedte van de weg. In regel zijn sentiers niet breder dan 1,65 m, chemins zijn breder.
In de atlassen der buurtwegen staan soms ook 'particuliere wegen' vermeld, met een aanduiding “chemin / sentier particulier” (in het Nederlands soms vertaald als “bijzondere weg”). Volgens een cassatiearrest van 22 april 1983 zijn deze wegen ook buurtwegen.
Een gemeente kan een publiekrechtelijke erfdienstbaarheid van doorgang over de bedding van een buurtweg “omzetten” in een eigendomsrecht door voldoende bezitsdaden te stellen. Deze daden zijn onder andere het aanbrengen van een wegverharding, het plaatsen van openbare verlichting en het leggen van nutsvoorzieningen zoals riolering of distributieleidingen. Door bezitsdaden te stellen wordt de gemeente geacht te handelen in de zin van artikel 2229 BW: “om iets door verjaring te verkrijgen, is vereist een voortdurend en onafgebroken, ongestoord, openbaar, niet dubbelzinnig bezit, als eigenaar.”

## Publieke doorgang
Gemeentewegen waarvan de bedding aan de overheid toebehoort, werden in de Atlas der Buurtwegen opgenomen met een dubbele volle lijn. Gemeentewegen met een private bedding, maar met een publiekrechtelijke erfdienstbaarheid van doorgang, staan opgetekend met een dubbele stippellijn. Beide soorten wegen zijn voor alle gebruikers vrij toegankelijk en mogen niet afgesloten worden.
De gemeente is voor alle buurtwegen (zowel deze waarvan de bedding aan de overheid toebehoort als deze met een private bedding met publiekrechtelijke erfdienstbaarheid van doorgang) volgens artikel 34 van het Gemeentewegendecreet verplicht om de publieke doorgang te vrijwaren over de volledige breedte.
Iedereen die zich benadeeld acht omwille van de versperring of ontoegankelijkheid van een gemeenteweg kan het College van Burgemeester en Schepenen volgens artikel 42 van het Gemeentewegendecreet verzoeken om een 'last tot herstel' te laten opleggen aan degene die de versperring veroorzaakt.
Iedereen kan de gemeenteraad volgens artikel 35 van het Gemeentewegendecreet verzoeken om een bepaalde gemeenteweg uit de Atlas der Buurtwegen die al geruime tijd in onbruik is geraakt (afgesloten of ingepalmde weg), te laten herwaarderen. Hiervoor moet men een gemotiveerd verzoekschrift indienen via de voorzitter van de gemeenteraad. De gemeenteraad moet dit verzoek verplicht behandelen, al zegt het decreet niet binnen welke termijn. 

## Onderhoud
De gemeente is voor alle buurtwegen (zowel deze waarvan de bedding aan de overheid toebehoort als deze met een private bedding met publiekrechtelijke erfdienstbaarheid van doorgang) volgens artikel 34 van het Gemeentewegendecreet verplicht om ze te onderhouden.